# Chiesa di San Bernardino (Colzate)
La chiesa di San Bernardino è la parrocchiale della frazione Bondo di Colzate, provincia e diocesi di Bergamo, inserita nel vicariato di Gazzaniga. La chiesa conserva la pala d'altare del veronese Saverio Dalla Rosa.

## Storia
San Bernardino si stabilì a Bergamo per ben due volte durante i primi anni del Quattrocento portando la pace nelle famiglie divise da anni dagli scontri tra guelfi e ghibellini acquistando tra la popolazione una grande devozione. Dopo il 1450, anno in cui fu elevato a santo, furono sul territorio bergamasco costruiti molti edifici di culto a lui intitolati. La chiesa a lui intitolata nella località di Bondo di Colzate, è citata per la prima volta nella relazione del cancelliere Marenzi del 1666 indicata come parte della diocesi di Bergamo, ma probabilmente edificata nel 1630.
La chiesa risulta fosse smembrata con “"instrumentum" ” di separazione da quella di San Martino di Gorno solo nel 1697 ed elevata a parrocchia, come indicato nell'allegato dell'allora parroco alla relazione della visita pastorale de vescovo Giovanni Paolo Dolfin. Dalla relazione si evince che la chiesa aveva solo due altari dedicati che godevano del giuspatronato delle relative congregazioni, la scuola del Santissimo Sacramento della Beata Vergine del Santo Rosario.
La chiesa fu oggetto di ampliamento solo nel XIX secolo a opera di maestranze locali, e successivi lavori di mantenimento.. Con decreto del 27 maggio 1979 del vescovo Giulio Oggioni la chiesa è inserita nel vicariato di Gazzaniga, dopo periodi in cui faceva parte del vicariato di Clusone

## Descrizione

### Esterno
La chiesa dal classico orientamento a est è preceduta da un piccolo porticato composto da tre archi a tutto sesto ribassato complete di colonne in stile toscano. La facciata tripartita da lesene e controlesene presenta nella parte centrale più elevata l'ingresso principale con paraste e architrave in pietra. La parte superiore ha una grande apertura centinata, chiusa da una cornice marcapiano e inserita in un arco a sesto ribassato, atta a illuminare l'aula. La parte termina con il timpano triangolare con cornice aggettante dentellata. Le due parti laterali presentano un'alta zoccolatura in pietra, intonacate di bianco e terminanti con ala del tetto lignea.

### Interno
L'interno, preceduto da una bussola lignea comparti in vetro, a navata unica si sviluppa in quattro campate divise da paraste stuccate in lucido e terminanti con capitelli d'ordine dorico, ogni campata è completa di cappelle.
Un arco trionfale e tre gradini in graniglia anticipano la zona liturgica del presbiterio a pianta rettangolare e di misura inferiore rispetto alla parte dedicata ai fedeli. L'altare maggiore è in marmo di Verona. La zona presbiteriale termina con fondo piatto completa del coro ligneo. L'aula è affrescata da Giovanni Brighenti, e la pala dell'altare è opera di Saverio Dalla Rosa molto attivo in alta val Seriana.